# Cyanidiococcus
Cyanidiococcus, monotipski rod crvenih algi iz porodice Cyanidioschyzonaceae, jedina u redu Cyanidioschyzonales. Jedina vrsta je slatkovodna alga C. yangmingshanensis, opisana 2020.
Tipski lokalitet je Gengziping, Nacionalni park Yangmingshan, na Tajvanu.